# Ciência militar
Ciência militar é o ramo da ciência aplicada que se preocupa com o estudo civil da doutrina, técnica, psicologia, prática e outros fenômenos sociais que constituem o "estado de guerra", com o conflito inicial e o consequente confronto final. É o objeto de estudo dessa ciência a estratégia dos generais, reis e imperadores da antiguidade, mais modernamente de presidentes, chefes de Estado ou chefes de governo. Visa à soberania, defesa armada do território, nação e País, além da gestão de recursos bélicos e seu uso para o desenvolvimento energético, gestão ambiental, controle de fronteiras e implantação das infraestruturas locais.  
Seus primórdios científicos estão nos "Tratados de Sun Tzu" (A Arte da Guerra), entre outros, na antiguidade dessa ciência. Modernamente, grandes nações utilizam-se da Teoria dos Jogos e dos chamados "Jogos de Guerra", seja em campo ou em computador ou ambos conjuntamente; que seriam formas de se observar o cenário de conflito.

## História no Ocidente
A capacidade dos oficiais de fazer cálculos complexos necessários para as "evoluções" igualmente complexas dos movimentos de tropas na guerra linear que cada vez mais dominaram o Renascimento e a história posterior, e a introdução das armas de pólvora na equação da guerra só aumentaram os verdadeiros arcanos de construção de fortificações como parecia para o indivíduo médio.
Até o início do século 19, um observador, um veterano britânico das Guerras Napoleônicas, o major John Mitchell, pensava que parecia que nada havia mudado muito da aplicação da força em um campo de batalha desde os dias dos gregos. Ele sugeriu que isso era principalmente assim porque, como Clausewitz sugeriu, "ao contrário de qualquer outra ciência ou arte, na guerra o objeto reage".
Até então, e mesmo após a Guerra Franco-Prussiana, a ciência militar continuava dividida entre o pensamento formal de oficiais criados na "sombra" das Guerras Napoleônicas e oficiais mais jovens como Ardant du Picq, que tendiam a ver o desempenho de combate como enraizado na psicologia individual e de grupo e sugeriu uma análise detalhada disso. Isso desencadeou o eventual fascínio das organizações militares com a aplicação de pesquisas quantitativas e qualitativas às suas teorias de combate; a tentativa de traduzir o pensamento militar como conceitos filosóficos em métodos concretos de combate.
Os implementos militares, o suprimento de um exército, sua organização, tática e disciplina, constituíram os elementos da ciência militar em todas as épocas; Mas a melhoria nas armas e acessórios parece liderar e controlar todo o resto.
O avanço feito por Clausewitz ao sugerir oito princípios nos quais tais métodos podem se basear, na Europa, representou pela primeira vez uma oportunidade de remover amplamente o elemento do acaso e do erro do processo decisório de comando. Nesta época, a ênfase foi feita na topografia (incluindo trigonometria), arte militar (ciência militar), história militar, organização do exército no campo, artilharia e ciência de projéteis, fortificações de campo e fortificações permanentes, legislação militar, administração militar e manobras.
A ciência militar sobre a qual o modelo de operações de combate alemão foi construído para a Primeira Guerra Mundial permaneceu em grande parte inalterada em relação ao modelo napoleônico, mas levou em consideração as vastas melhorias no poder de fogo e a capacidade de conduzir "grandes batalhas de aniquilação" através da rápida concentração de força, mobilidade estratégica e manutenção da ofensiva estratégica mais conhecida como Culto à ofensiva. A chave para isso, e outros modos de pensar a guerra, permaneceu a análise da história militar e as tentativas de extrair lições tangíveis que pudessem ser replicadas novamente com igual sucesso em outro campo de batalha como uma espécie de laboratório sangrento da ciência militar. Poucos foram mais sangrentos do que os campos da Frente Ocidental entre 1914 e 1918. A pessoa que provavelmente entendeu Clausewitz melhor do que a maioria, o marechal Foch, inicialmente participou de eventos que quase destruíram o Exército francês.
Não é, no entanto, verdade dizer que teóricos e comandantes militares sofriam de algum caso coletivo de estupidez. Sua análise da história militar os convenceu de que a ofensiva estratégica decisiva e agressiva era a única doutrina da vitória, e temiam que a ênfase excessiva do poder de fogo e a consequente dependência do entrincheiramento tornassem tudo isso quase impossível, e levando ao campo de batalha estagnado em vantagens da posição defensiva, destruindo o moral das tropas e a disposição de lutar. Como apenas a ofensiva poderia trazer a vitória, a falta dela, e não o poder de fogo, foi responsabilizada pela derrota do Exército Imperial Russo na Guerra Russo-Japonesa. Foch pensou que "tanto na estratégia como na tática ataca-se".
De muitas maneiras, a ciência militar nasceu como resultado das experiências da Grande Guerra. O "suprimento de um exército" se tornaria uma ciência da logística na esteira de exércitos, operações e tropas maciças que poderiam disparar munição mais rápido do que poderia ser produzida, pela primeira vez usando veículos que usavam o motor a combustão, um divisor de águas.  A "organização" militar não seria mais a da guerra linear, mas equipes de assalto e batalhões que estavam se tornando multi-qualificados com a introdução de metralhadoras e morteiros e, pela primeira vez, forçando os comandantes militares a pensar não apenas em termos de patente, mas estrutura de força.
As táticas mudaram, também, com a infantaria pela primeira vez segregada das tropas montadas a cavalo, e obrigada a cooperar com tanques, aeronaves e novas táticas de artilharia. A percepção da disciplina militar também havia mudado. O moral, apesar das rígidas atitudes disciplinares, havia rachado em todos os exércitos durante a guerra, mas as tropas com melhor desempenho foram aquelas em que a ênfase na disciplina havia sido substituída por demonstrações de iniciativa pessoal e coesão de grupo, como a encontrada no Corpo Australiano durante a Ofensiva dos Cem Dias. A análise das ciências militares sobre a história militar que havia falhado com os comandantes europeus estava prestes a dar lugar a uma nova ciência militar, menos conspícua na aparência, mas mais alinhada aos processos da ciência de testes e experimentação, ao método científico, e para sempre "casada" com a ideia da superioridade da tecnologia no campo de batalha.
Atualmente, a ciência militar ainda significa muitas coisas para diferentes organizações. No Reino Unido e em grande parte da União Europeia, a abordagem consiste em relacioná-la estreitamente com a aplicação e o entendimento civis. Por exemplo, na Academia Real Militar da Bélgica, a ciência militar continua sendo uma disciplina acadêmica, e é estudada ao lado das ciências sociais, incluindo assuntos como direito humanitário. O Departamento de Defesa dos Estados Unidos define a ciência militar em termos de sistemas específicos e requisitos operacionais, e inclui, entre outras áreas, defesa civil e estrutura de forças.

## No Brasil
No Brasil, é regulamentado pela Portaria nº 734, de 19 de agosto de 2010. A qual conceitua Ciências Militares, estabelece a sua finalidade e delimita o escopo de seu estudo:
"O COMANDANTE DO EXÉRCITO, no uso da competência que lhe é conferida pelo art. 30, inciso VI, da Estrutura Regimental do Ministério da Defesa, aprovada pelo Decreto nº 3 466, de 17 de maio de 2000, considerando o disposto no art. 13, da Lei nº 9 786, de 8 de fevereiro de 1999 – Lei do Ensino no Exército e de acordo com o que propõe o Estado-Maior do Exército (EME), ouvidos o Departamento de Educação e Cultura do Exército (DECEx) e o Departamento de Ciência e Tecnologia (DCT), resolve:
Art. 1º Conceituar o termo Ciências Militares como sendo o sistema de conhecimentos relativos à arte bélica, obtido mediante pesquisa científica, práticas na esfera militar, experiência e observação dos fenômenos das guerras e dos conflitos, valendo-se da metodologia própria do ensino superior militar.
Art. 2º Considerar o sistema Ciências Militares integrado à Grande Área do Conhecimento da Defesa e incluído no rol das ciências estudadas no Brasil, resguardados os aspectos bélicos exclusivos das Forças Armadas, conforme homologação do Ministro da Educação, publicada no Diário Oficial da União nº 058, de 26 de março de 2002.
Art. 3º Estabelecer que a pesquisa e o estudo das Ciências Militares no Exército Brasileiro tenha por finalidades a formulação da Doutrina Militar Terrestre, o avanço do conhecimento em Defesa e a preparação de líderes militares, de pesquisadores, de planejadores e de gestores dos recursos colocados à disposição da Instituição para o cumprimento de sua missão constitucional, em tempo de paz e de guerra.
Art. 4º Determinar que as seguintes áreas de concentração de estudos sejam abrangidas pelas Ciências Militares:
I - Administração;
II - Auditoria;
III – Balística;
IV - Cibernética;
V - Ciências Contábeis;
VI - Ciência e Tecnologia;
VII - Comunicação Social;
VIII - Cultura;
IX - Defesa Nacional;
X - Direito;
XI - Doutrina;
XII - Economia e Finanças;
XIII - Educação;
XIV - Educação Física (treinamento físico militar);
XV - Engenharia e Construção;
XVI - Estatística;
XVII - Estratégia;
XVIII - Geopolítica;
XIX - História Militar;
XX - Informática;
XXI - Instrução Militar;
XXII - Inteligência;
XXIII - Gestão;
XXIV - Liderança;
XXV - Logística;
XXVI - Meio Ambiente;
XXVII – Mobilização;
XXVIII - Operações Militares;
XXIX - Política;
XXX - Projetos;
XXXI - Prospectiva;
XXXII - Recursos Humanos;
XXXIII - Relações Internacionais;
XXXIV - Saúde;
XXXV - Simulação; e
XXXVI - Sociologia.
Art. 5º Determinar que o EME, DECEx, o DCT e as diretorias subordinadas adotem, em suas áreas de competência, as providências decorrentes.
Art. 6º Determinar que esta Portaria entre em vigor na data de sua publicação.
Art. 7º Revogar a Portaria do Comandante do Exército nº 517, de 26 de setembro de 2000."